# Le Bardo
Le Bardo (en árabe: باردو‎, Bardowⓘ) es una ciudad tunecina al oeste de Túnez. En 2004 su población era de 71.921 habitantes.
Construido por la dinastía hafsí en el siglo XIV, el nombre Bardo proviene de la palabra "prado". Bardo se convirtió en residencia de la corte de Túnez en el siglo XVIII. Con la llegada de los beys husainidas, Bardo se convirtió en un centro político, intelectual y religioso. La residencia de los antiguos beys fue el lugar donde se encontraba la sede de la Asamblea Nacional de Túnez, y allí se inauguró el Museo Nacional en 1888.
La ciudad dio su nombre al Tratado del Bardo, firmado en el palacio de Ksar Said, que colocó a Túnez bajo un protectorado francés en mayo de 1881.

## Geografía
La ciudad de El Bardo limita al norte con Ettahrir y El Omrane, al este con Bab Souika, al sur con Ezzouhour, Sidi Hassine y El Hraïria y al oeste con la gobernación de Ariana.

## Historia
El Bardo fue originalmente un palacio construido durante el reinado del sultán hafsí Abu Faris Abd el-Aziz el-Mutawakkil (1394-1434) y toma su nombre de la palabra española "prado". Esto sugiere que se construyó siguiendo el ejemplo de las residencias principescas de Al-Ándalus y con la ayuda de artistas andalusíes. Parece tratarse de una sucesión de parques y pabellones de recreo situados a unos cuatro kilómetros de Túnez.
En la segunda mitad del siglo XV, el viajero Adorne describió los jardines plantados de árboles frutales y las residencias reales. León el Africano también dejó una descripción:

"Un lugar llamado el Bardo, donde los jardines reales y las casas de recreo están construidos con una arquitectura no menos laboriosa que soberbia, enriquecida con cortes y pinturas de los más finos colores."

Más tarde, los beys muraditas se decantaron por este emplazamiento: Hammouda Pacha (1631-1666) restauró y embelleció el palacio, convirtiéndolo en la residencia permanente de la dinastía. Los viajeros de la época hablaban del lujo de las residencias y de la belleza de los jardines, con sus parterres, fuentes y estanques. Con la llegada de los beys husainitas en el siglo XVIII, el Bardo sufrió ampliaciones y embellecimientos en sus palacios, jardines y dependencias. Bajo el reinado de Husayn I se construyó una mezquita, mientras que su sucesor Ali I hizo construir salas de ceremonias, entre ellas una sala de audiencias y una sala de audiencias, y se reforzaron las fortificaciones flanqueadas por torres redondas, como confirma el cronista Seghir Ben Youssef:

El Bardo, con sus profundos fosos, altos muros y cañones, estaba tan bien defendido que si al Ángel de la Muerte se le hubiera ocurrido acercarse a la puerta, no habría podido encontrar la forma de entrar..

Muhammad I hizo construir nuevos pisos y Ali II instaló un pabellón abovedado en los jardines; Hammuda Pachá decidió construir una nueva sala para sus audiencias, conocida como la "Sala Pacha". A principios del siglo XIX, el complejo incluía también un zoco, cuarteles, establos y una prisión, sin olvidar las residencias de altos dignatarios. Hacia 1830, la ciudad real albergaba a unas 800 personas. El pintor Auguste Veillon pintó Un café árabe en Bardo, en Túnez (actualmente en el Museo de Arte e Historia de Ginebra) en el siglo XIX.

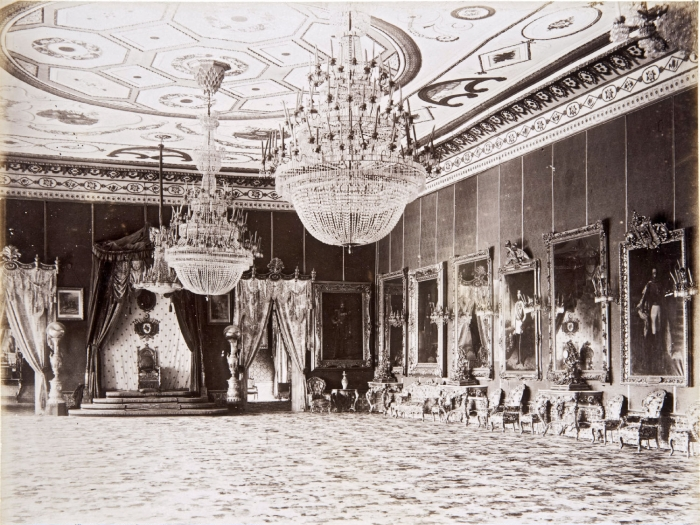
Salón del Trono del palacio del Bardo, hacia 1880.

Durante el reinado de Ahmad I se construyó una escuela politécnica (1840-1855), antes de ser sustituida por una escuela militar, que estuvo en funcionamiento hasta 1866. Una ceca construida dentro del recinto acuñó las monedas de la regencia entre 1847 y 1891. Durante esta época, aparecieron edificios fuera de las murallas, como el palacio de Ksar Saïd, donde se firmó el tratado del 12 de mayo de 1881 por el que se establecía el protectorado francés de Túnez, y el cuartel de artillería inaugurado en 1839.